# La strada (film 1923)
La strada (Die Straße) è un film muto del 1923 diretto da Karl Grune. È considerato uno degli esempi più tipici del cinema espressionista tedesco, ed inaugura il genere di film muto denominato Straßenfilm.

## Trama
Un uomo di mezz'età, con fare annoiato, è disteso sul divano. Le luci provenienti dalla strada, quella sera, riflettendosi sul soffitto, lo inducono a trascinarsi, a passi tardi e lenti, alla finestra. Una serie di visioni lo attirano verso quel baluginio luccicante. La moglie mette in tavola la cena, ma lui è già uscito di casa.
Il suo primo incontro non è dei più rassicuranti: il volto di una bella donna che si appoggia con fare provocante ad un muro si tramuta ai suoi occhi in un macabro teschio. Ma si riprende in fretta, e viene in fretta assorbito dal movimento concitato della città, attraverso la quale vaga giostrando il suo ombrello à la Charlot.
Un uomo anziano, cieco, è in casa in compagnia di sua nipote; da una porta entra un uomo, verosimilmente il padre della piccola, ma, nella disperazione della bambina, lascia subito l'appartamento ed esce, seguito a poca distanza di tempo dalla bimba col nonno.
Il padre della bambina, per le strade della città, si accompagna alla donna-teschio: lui è un magnaccia, lei una prostituta. La prostituta cerca di adescare l'uomo di mezz'età, con risultati non brillanti; ma in seguito l'uomo si mette a seguirla.
La nipotina, mentre è a passeggio col nonno, si perde: meglio, è l'anziano cieco che perde lei, la sua guida. Un simpatico poliziotto la riaccompagna a casa, dove una vicina la mette a letto. Più avanti un uomo soccorrevole ricondurrà a casa anche il nonno.
L'uomo di mezza età, intanto, sulle tracce della prostituta, la segue in una sala da ballo. Qui si trovano anche lo sfruttatore con un amico, e un altro signore, un provinciale in cerca di avventure. Costoro interagiscono in vario modo: una rivalità nasce fra l'uomo e il provinciale, e tutti finiscono col prendere parte a una partita di carte, a soldi, con fortuna alterna, dopo di che la compagnia si scioglie.
La prostituta conduce il provinciale a casa propria, che è nello stesso caseggiato di quella di nonno e nipote. Qui giungono anche il magnaccia, che li stava seguendo, e – chissà come – anche l'uomo di mezz'età. All'insaputa di quest'ultimo e della prostituta, il provinciale e il ruffiano hanno un diverbio e una colluttazione, a seguito della quale il provinciale muore. Il magnaccia sta lasciando la casa – seguito a poca distanza di tempo dalla prostituta, non appena si avvede dell'omicidio avvenuto -  quando la bambina, svegliata dal rumore, entra nella stanza attigua – ed è quella del delitto – e vede il padre uscire. Esce a sua volta di casa, nella notte; è notata dallo stesso poliziotto, che la riporta dentro, e scopre il cadavere. Nella stanza, col morto, ci sono solo nonno e nipote, e l'uomo di mezz'età.
Egli viene quindi arrestato e portato al posto di polizia, dove già si trovava la prostituta a denunciare il rinvenimento di un cadavere a casa propria, e, su testimonianza della donna - che afferma che l'uomo avrebbe ucciso il provinciale per gelosia - viene tradotto in cella. Poco dopo compaiono anche nonno e nipote, ed infine, rintracciato in un qualche modo, anche il magnaccia. Costui afferma di non essersi per niente recato a casa quella notte, ma viene tradito innocentemente dalla figlia, che, proprio quella sera, lo ha visto uscire. Il magnaccia viene quindi arrestato, mentre la prostituta si prende cura della bambina assonnata e rabbrividente dal freddo.
L'uomo viene scarcerato. È mattino. La strada, così animata la sera precedente, è ora deserta e spazzata dal vento che trascina in un turbinio le cartacce depositate su di essa. L'uomo rientra, a passi tardi e lenti. La moglie, aspettandolo, si era appisolata sulla sedia reclinando la testa sul tavolo. Prima di rendersi conto di che ore siano, gli serve la minestra, tenuta in caldo in un modo o nell'altro. Poi lo abbraccia.

## Produzione
Il film fu prodotto da Karl Grune per la Stern-Film GmbH (Berlin).
Le riprese sono state effettuate nel maggio del 1923.
La pellicola, per l'uscita tedesca, aveva una lunghezza complessiva di 2057 metri. Copie della pellicola sono conservate presso la Fondazione Friedrich Wilhelm Murnau di Wiesbaden ne conserva due copie master, in formato 35mm, una negativa e una positiva della lunghezza di 2025 metri. Altre copie sono custodite dalla Deutsche Kinemathek – Museum für Film und Fernsehen di Berlino,  e dalla DFF – Deutsches Filminstitut & Filmmuseum di Francoforte sul Meno.

## Distribuzione
Distribuito dalla Universum Film (UFA), il film fu presentato in prima al U.T. Kurfürstendamm di Berlino il 29 novembre 1923 con il visto di censura B.07775 del 10 ottobre 1923 che ne proibiva la visione ai minori. Negli Stati Uniti, fu proiettato a New York il 5 settembre 1927 con il titolo The Street.
La strada è stato edito in DVD e Blu-ray Disc nel 2017 a cura della Grapevine Video, con didascalie inglesi, francesi e tedesche e dotato di una colonna sonora di Christopher Congdon.

## Accoglienza
Sulla rivista londinese The Bioscope, in data 3 gennaio 1924, si legge: "La trama, più che venir raccontata, è approcciata in maniera visionaria, in particolare nelle scene che si spiegano da sole, quasi senza l'ausilio di didascalie. Non era per nulla nelle intenzioni del regista offrire un trattamento realistico, che fosse chiaro e semplice come una carta geografica o una rubrica di indirizzi. Ha piuttosto cercato di mettere in movimento sensazioni interiori, in modo che lo spettatore dovesse appellarsi alla propria fantasia, più al proprio cuore che alla propria ragione. (…) Particolarmente riuscita è la rappresentazione fotografica degli innumerevoli particolari di ragazze, luci, automobili e tutto il resto, che si raccolgono nell'animo del protagonista come visioni dell'onirica vita notturna della quale ha intenzione di appagarsi."
Secondo Siegfried Kracauer, in un suo intervento del 3 febbraio 1924 sul Frankfurter Zeitung, il film "rappresenta visivamente, in modo tacito ma terrificante, l'incontro fra un'anima dolente e i suoi detriti senza vita. In esso l'attimo, che è un semplice punto nel tempo, diventa visibile, i caratteri entro i quali l'uomo comune sprofonda quando perde la sua essenza, si muovono come schematicità in un mondo privo di norma. (…) Il film è una prestazione magistrale del regista Karl Grune e dei suoi collaboratori, in particolare di Ludwig Meidner. Anche le interpretazioni attoriali sono perfette, gli sguardi e i gesti dicono instancabilmente quanto spetta loro esprimere, e tengono il posto di ogni eventuale inutile parola. Opere cinematografiche di questo tipo appartengono al futuro." Egli approfondisce la sua disamina, sullo stesso quotidiano, il giorno successivo: "La strada (…) è una delle poche opere della moderna arte registica in cui un oggetto prende forma in tale modo che solo nel medium del film può accadere, e vengono realizzate delle possibilità che solo nel cinema sono possibilità. (…) Ripresa segue a ripresa, e il loro vorticoso avvicendarsi costituisce meccanicamente il mondo – un mondo muto, nel quale nessuna parola va da un essere umano all'altro, nel quale piuttosto la lingua esclusiva è costituita dall'imperfetto discorrere di impressioni visive. Quanto più la rappresentazione si costituisce mediante il susseguirsi di pure immagini, mediante l'insieme di impressioni simultanee, tanto più la particolare tecnica associativa viene portata a compimento."
In tempi recenti, il Reclam Filmführer del 1973 riporta: "La fotografia e il montaggio del film sono per la maggior parte buoni. Molto espressiva è anche la scenografia (…); le scene stradali sono nate nel teatro di posa, e appaiono molto realistiche. Al contrario la sceneggiatura, la regia e lo stile di rappresentazione sono di tipo altamente sentimentale-patetico."
Lo scrittore e critico cinematografico Dennis Grunes nota che: "È una sorta di miracolo che La strada (Die Straße), con la sua trama altamente drammatica, si sia rivelato essere così brillante, nonché uno dei film che hanno avuto maggiore influenza di tutti i tempi." Il film "non si ferma, tematicamente, al punto dello svelamento psicologico. Anzi, la mancanza di autocontrollo del protagonista si adatta ad un altro tema, di più ampia risonanza: la mancanza di autodeterminazione – l'impossibilità di determinare il corso della propria vita, impossibilità che il protagonista ha in comune con noi tutti. Per i tedeschi, il problema era reso enormemente più grave dal grado in cui la vita quotidiana dei tedeschi era stata influenzata dal fardello economico che le nazioni vincitrici della prima guerra mondiale avevano imposto alla Germania."
Kay Weniger, storico dell'arte e del cinema, ritiene La strada "un film realistico, a volte espressionista (…) con il quale Grune ha saputo creare un genere."